# Bruno Irizarry
Bruno Irizarry (* in Puerto Rico) ist ein puerto-ricanischer Schauspieler, Regisseur und Filmproduzent.

## Leben
Irizarry, in Puerto Rico geboren, ging im Alter von 17 Jahren nach New York City, wo er sich in ein junges puerto-ricanisches Mädchen namens María verliebte. Er musste dann jedoch zunächst aus privaten und familiären Gründen in sein Heimatland zurückkehren. Da er seine große Liebe María nicht vergessen konnte, kam er in die Vereinigten Staaten zurück, um sie zu suchen. Er konnte María, die weggezogen war, jedoch nicht mehr finden; nach zwei Jahren gab er seine erfolglose Suche auf. Er begann eine Ausbildung zum Opernsänger, drehte Werbespots und wurde schließlich Schauspieler.
Er trat bei verschiedenen regionalen Theatergesellschaften und an Off-Broadway-Theatern auf. Er arbeitete als Regisseur bei der Kismet Theatre Company in New Jersey; dort inszenierte er das Stück Chewing Mother’s Bones.
Er hatte u. a. Theaterengagements am Puerto Rican Traveling Theatre in New York City (April/Mai 1995; in Yepeto des argentinischen Autors Roberto Cossa), am Seattle Repertory Theatre/Seattle Intiman Theatre (September 1996; als homosexueller puerto-ricanischer Tänzer und Lover Ramon in Love, Valour and Compassion! von Terrence McNally), am Berkeley Repertory Theatre (Dezember 1996–Januar 1997; ebenfalls als Ramon), wo er in einer Szene der Inszenierung auch vollkommen nackt auftrat. Weitere Engagements folgten am 47 Street Theatre in New York City/Centro de Bellas Artes, Puerto Rico (1999; in dem Musical Who Killed Hector Lavoe? von Pablo Cabrera), an der Portland Center Stage (Spielzeit 2004/05; als Ehemann Palomo in Anna In The Tropics von Nilo Cruz), beim Milwaukee Repertory Theatre (März/April 2008; als Henrique in der Welturaufführung des Stücks The Night is a Child von Charles Randolph-Wright), an der Opera Illinois (in West Side Story) und am Spanish Repertory Theatre/New York City (in La Gringa von Carmen Rivera und Bodas de Sangre).
Irizarry wirkte in verschiedenen US-amerikanischen Fernsehserien mit. In dem Kinofilm The Rum Diary (2011) mit Johnny Depp in der Hauptrolle hatte er eine Nebenrolle; er spielte den Architekten Lazar. Im Januar 2013 war er in der ZDF-Fernsehreihe Das Traumschiff in einer Nebenrolle zu sehen; er spielte den Puerto-Ricaner Carlos Rivera. Im April 2016 war Irizarry erneut in einer ZDF-Produktion zu sehen. In dem ZDF-Sonntagsfilm Ein Sommer in Florida spielte er, an der Seite von Suzanne von Borsody, die männliche Hauptrolle, den Exil-Kubaner Miguel Perez.
Irizarrys erste Regiearbeit, bei der er auch die männliche Hauptrolle übernahm, war die Situationskomödie Shut Up and Do It!. Der Film gewann 2008 den American Latino TV Award. Seinen größten bisherigen Erfolg als Regisseur hatte er mit der zweisprachig (englisch/spanisch) gedrehten romantischen Filmkomödie 200 cartas, die 2014 uraufgeführt wurde. Irizarry erzählt in dem deutlich autobiografisch gefärbten Film die Geschichte des in New York lebenden Puerto-Ricaners Raúl, gespielt von Lin-Manuel Miranda, der sich bei seiner ersten Begegnung unsterblich in die junge María Sánchez verliebt. Der von der Puerto Rico Film Commision mitfinanzierte Film wurde in Puerto Rico zu einem dem größten Filmerfolge des Landes.
Irizarry war auch als Filmproduzent tätig. Er war Gründer der Vanguardia Films mit Büros in New York und Puerto Rico. 2013 gründete er gemeinsam mit seinem Geschäftspartner Shimmy McHugh seine neue Filmproduktionsfirma Brava Studios in Puerto Rico. 2015 begann er mit den Vorarbeiten für seine geplanten Filmprojekte, den Thriller The Door und die schwarze Komödie Prótesis.

## Filmografie (Auswahl)
- 1996: New York Undercover (Fernsehserie; Darsteller)
- 2007: Shut Up and Do It! (Kinofilm; Darsteller, Regisseur, Produzent)
- 2011: Blue Bloods – Crime Scene New York (Fernsehserie; Darsteller)
- 2011: The Rum Diary (Kinofilm; Darsteller)
- 2012: White Collar (Fernsehserie; Darsteller)
- 2013: Das Traumschiff: Puerto Rico (Fernsehreihe; Darsteller)
- 2014: 200 Cartas (engl. Titel: Looking for María Sánchez) (Kinofilm; Regisseur, Produzent)
- 2014: Incógnita (Fernsehserie; Darsteller)
- 2016: Ein Sommer in Florida (Fernsehfilm; Darsteller)